# Университет штата Монтана
Университет Монтаны (англ. Montana State University, англ. MSU) — государственный университет в американском штате Монтана с основным кампусом в Бозмене. Является основным учреждением в системе университетов Монтаны. Действуют программы бакалавриата в 51 областях, магистратуры в 41 областях, докторантуры в 18 областях.
Численность обучающихся — более 17 тыс.
Город Бозмен получил средства на создание вуза от штата в начале 1890-х годов, как считается, в качестве «утешительного приза» после того, как столицей штата был выбран не он, а город Хелена. Землю площадью 650 млн м² под застройку выделили округ Галлатин и предприниматель Нелсон Стори.
В состав университета входят колледжи:
- сельского хозяйства,
- искусств и архитектуры,
- бизнеса и предпринимательства Джейка Джабса
- образования, здоровья и человеческого развития
- инженерии,
- литературы и науки,
- сестринского дела,
- Галлатин-колледж
- Хонорс-колледж[англ.]

Также в состав в качестве подразделений входят высшая школа, библиотека Ренне, исследовательские центры (биоплёночной инженерии, бионаноматериалов, вычислительной биологии, оптики) и научно-исследовательские институты (энергетики, тепловой биологии, палеонтологии, инфекционных болезней и иммунологии, транспорта, экосистемы, рыбного хозяйства).
В основном кампусе университета в Бозмене располагаются телекомпания Montana PBS, радиостанция KGLT, а также Музей Скалистых гор.
Среди преподавателей вуза — писатели Ричард Бротиган и Роберт Пирсинг, актёры Билл Пуллман и Питер Фонда, палеонтолог Джек Хорнер.